# ورزشگاه شهید باکری ارومیه
استادیوم شهید باکری ارومیه یک ورزشگاه فوتبال در شهر ارومیه، ایران است و این ورزشگاه میزبان بازی های خانگی باشگاه فوتبال نود ارومیه است. این ورزشگاه با ۱۵۰۰۰ نفر ظرفیت و مساحت ۸۰ هزار متر مربع در سال ۱۳۸۲ شروع به ساخت شد و با هزینه ۱۱۰ میلیارد تومانی در ۲۳ آبان ۱۳۹۸ با دیدار دوستانه تیم‌های امید و جوانان باشگاه فوتبال نود ارومیه افتتاح شد.